# Zawierzbie (Petite-Pologne)
Pour les articles homonymes, voir Zawierzbie.
Zawierzbie est une localité polonaise de la gmina de Gręboszów, située dans le powiat de Dąbrowa en voïvodie de Petite-Pologne.